# A-330
La A-330 es una carretera de la red autonómica andaluza de la provincia de Granada que une Cúllar (A-92N) con Puebla de Don Fadrique, concretamente hasta el límite entre Granada y la Región de Murcia, pasando por Huéscar.
Toma su nomenclatura de la antigua carretera comarcal C-330, en la que se basa su trazado entre Huéscar y el límite de las provincias de Granada y Murcia.

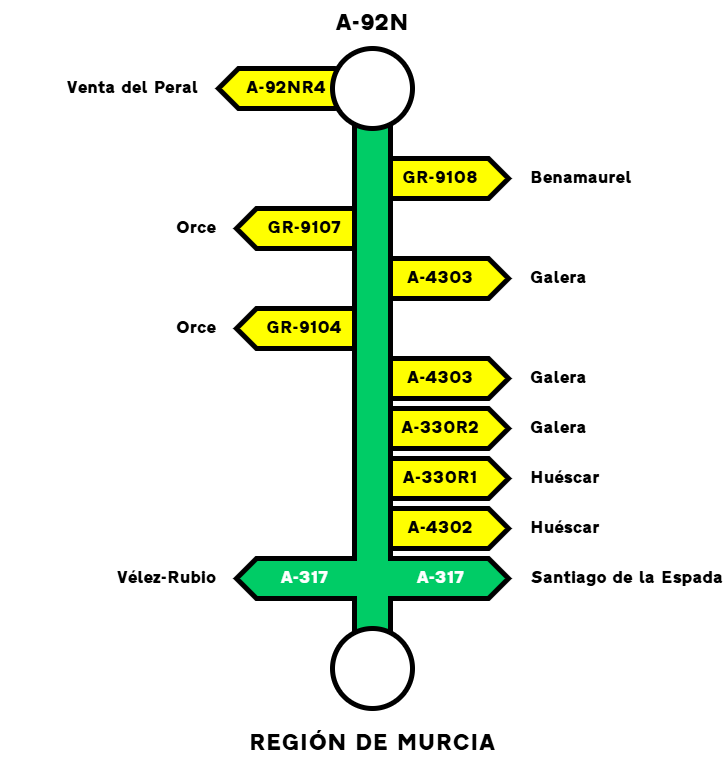
Itinerario de la A-330.

## Poblaciones que cruza y comunica
- Cúllar
- Galera
- Huéscar
- Puebla de Don Fadrique
- Almaciles, pedanía de la Puebla.

- Datos: Q4827053